# منتخب تيمور الشرقية تحت 17 سنة لكرة القدم
منتخب تيمور الشرقية تحت 17 سنة لكرة القدم هو ممثل تيمور الشرقية الرسمي في المنافسات الدولية في كرة القدم في فئة كرة قدم تحت 17 سنة للرجال، يديريه اتحاد تيمور الشرقية لكرة القدم.